# Гаджиева, Севиль Иншалла кызы
Севиль Гаджиева — первая в Азербайджане женщина — дирижер симфонического оркестра, заслуженный деятель искусств Азербайджана (2005), доцент БМА, главный хормейстер и дирижер Азербайджанского Государственного театра оперы и балета. Президентский стипендиат.

## Биография
Севиль Иншалла кызы Гаджиева родилась 16 июля 1975 года в городе Баку.
Первоначальное музыкальное образование Севиль получила в музыкальной школе им. Шароева по классу фортепиано. В 1999 году она с отличием окончила дирижерский факультет Бакинской музыкальной академии. Стажировку проходила на кафедре под руководством народного артиста Азербайджана Ялчина Адигезалова. В настоящее время она является доцентом этой кафедры. С 2003 по 2009 годы являлась хормейстером ансамбля «Песни и пляски» при Азербайджанской государственной филармонии имени Фикрета Амирова.
В 2003 году Севиль ханум была назначена главным хормейстером театра Оперы и Балета.
За безукоризненную работу и высокий профессионализм ей было присвоено звание заслуженного деятеля Азербайджана.
Ей было поручено дирижировать бессмертную оперу У. Гаджибейли «Лейли и Меджнун».
После этого Севиль ханум стала первой женщиной-дирижером Азербайджана. Потом были еще и другие оперы и балеты, муз комедия.
Это оперы: «Шах Иcмаил» М. Магомаева, «Ашыг Гериб» З. Гаджибейли.
Детская опера: «Джыртдан» Н. Аливердибеков.
Оперетта: «Не так, так эта» Уз. Гаджибейли.
Балеты: «Девичья башня» А. Бадалбейли, «Дюймовочка» И. Штраус.
Севиль Гаджиева совместно с коллективом часто бывает на гастролях по родному Азербайджану и за рубежом.
Она участвовала в международных фестивалях им Уз. Гаджибейли в Гябеле, «Шелковый путь» в Шеки, была на гастролях в Катаре и в Турции.